# ایوان پروو
ایوان پروو (فرانسوی: Yvonne Prévost‎؛ ‏ ۱۹۰۰ – ۲۰۰۰) تنیس‌باز اهل فرانسه بود. وی در بازی‌های المپیک تابستانی ۱۹۰۰، ۲ مدال نقره به دست آورد.